# Manfred Holodynski
Manfred Holodynski (* 28. Juli 1957 in Hannover) ist ein deutscher Entwicklungspsychologe an der Westfälischen Wilhelms-Universität Münster. Seine Forschungsschwerpunkte liegen in der Theorie der Emotionen und Emotionsentwicklung und der Lehrkräftebildung.

## Werdegang
Manfred Holodynski studierte bis 1984 Psychologie und Pädagogik an der Universität Bielefeld, promovierte 1990 und habilitierte 1997 im Bereich der Motivations- und Emotionsentwicklung. Für seine Dissertation erhielt er den Dissertationspreis der Westfälisch-Lippischen Universitätsgesellschaft. Nach mehrjähriger Arbeit als wissenschaftlicher Mitarbeiter war er von 1998 bis 2004 Dozent an der Fakultät für Psychologie und Sportwissenschaft der Universität Bielefeld. Nachdem er dort in der Arbeitseinheit Entwicklung und Erziehung unterrichtete, übernahm er 2004 die Vertretung des Lehrstuhls Entwicklungspsychologie. Im Juni 2005 wurde er an der Fakultät zum außerplanmäßigen Professor ernannt.
Seit April 2006 ist er Universitätsprofessor am Institut für Psychologie in Bildung und Erziehung der Westfälischen Wilhelms-Universität Münster für den Lehrstuhl „Entwicklungspsychologische Voraussetzungen für Erziehung und Unterricht“, seit 2024 ebendort Seniorprofessor.

## Arbeitsschwerpunkte
Holodynski beschäftigte sich zunächst damit, wie eine gesellschaftskritische Psychologie aussehen kann. Über den Umweg der Gestalttherapie von Fritz Perls und der marxistischen Theorien von Lucien Sève, Alexei Leontjew und dann Lew Wygotski fand er zu einer kulturhistorischen Psychologie, mit der er die Entwicklung und Regulation von Emotionen mit einer soziokulturellen Emotionstheorie in neuartiger Weise erschlossen und konstruiert hat. Im Wesentlichen beruht diese Theorie auf Wygotskis Zeichentheorie und überträgt dessen Internalisierungskonzept vom Sprachen und Denken auf den Emotionsbereich des Ausdrückens und Fühlens.
Nach seiner Berufung an die Universität Münster hat er seine Arbeitsschwerpunkte auf Klassenführung und Professionalisierung von Lehrkräften erweitert und hier zahlreiche Forschungsprojekte geleitet. Unter anderem hat er sich mit Lehren und Forschen mit Hilfe von Videos beschäftigt. Ein weiterer Schwerpunkt liegt in der Frühen Bildung.

## Veröffentlichungen (Auswahl)

### Bücher (Auswahl)
- R. Junker, V. Zucker, M. Oellers, T. Rauterberg, S. Konjer, N. Meschede, M. Holodynski (Hrsg.): Lehren und Forschen mit Videos in der Lehrkräftebildung. Waxmann, 2022.
- G. Gebauer, M. Holodynski, S. Koelsch, C. von Scheve (Hrsg.): Von der Emotion zur Sprache. Wie wir lernen, über Gefühle zu sprechen. Velbrück, Weilerswist 2017.
- M. Holodynski, F. Seeger (Hrsg.): Special Issue: Psychology of emotions and cultural historical activity theory, Part 2. In: Mind, Culture, and Activity. An International Journal. 20(3), 2013.
- M. Holodynski, F. Seeger (Hrsg.): Special Issue: Psychology of emotions and cultural historical activity theory, Part 1. In: Mind, Culture, and Activity. An International Journal. 20(1), 2013.
- M. Holodynski, W. Friedlmeier: Emotionen. Entwicklung und Regulation. Springer VDI Verlag, Heidelberg 2006.
- M. Holodynski, W. Friedlmeier: Development of emotions and emotion regulation. Springer VDI Verlag, New York 2006.

Gemeinsam mit Dorothee Gutknecht und Hermann Schöler gibt Manfred Holodynski die Lehrbuchreihe "Entwicklung und Bildung in der Frühen Kindheit" heraus.

### Beiträge zu Zeitschriften und Sammelwerken (Auswahl)
- M. Holodynski: Grasping religiously connoted emotions and sentiments from a co-constructivist emotion paradigm. In: U. E. Eisen, H. E. Mader, M. Peetz (Hrsg.): Grasping emotions. Approaches to emotions in interreligious and interdisciplinary discourse. De Gruyter 2024, S. 29–49.
- F. Amici, M. Ersson-Lembeck, M. Holodynski, K. Liebal: Face to face interactions in chimpanzee (Pan troglodytes) and human (Homo sapiens) mother–infant dyads. In: Philosophical Transactions of The Royal Society B Biological Sciences. Band 378, 2023, S. 20210478. doi:10.1098/rstb.2021.0478
- M. Holodynski: Sentiment und Emotion am Beispiel der romantischen Liebe: Eine kultursensitive entwicklungspsychologische Perspektive. In: T. Stodulka, A. von Poser, G. Scheidecker, J. Bens (Hrsg.): Anthropologie der Emotionen – Affektive Dynamiken in Kultur und Gesellschaft. Reimer, 2023, S. 137–153.
- M. Holodynski, J. Kärtner: Parental coregulation of child emotions. In: I. Roskam, J. J. Gross, M. Mikolajczak (Hrsg.): Emotion regulation and parenting. Cambridge University Press, 2023, S. 129–148.
- M. Holodynski, N. Meschede, M. Junker, V. Zucker: Lehren und Forschen mit Videos in der Lehrkräftebildung – eine Einführung. In: M. Junker et. al (Hrsg.): Lehren und Forschen mit Videos in der Lehrkräftebildung. Waxmann, 2022, S. 7–16.
- M. Holodynski, L. Rüth: Emotionale Kompetenz. In: A. Lohaus, H. Domsch (Hrsg.): Psychologische Förder- und Interventionsprogramme für das Kindes- und Jugendalter. 2., überarb. Auflage. Springer, 2021, S. 241–257.
- R. Junker, B. Gold, M. Holodynski: Classroom management of pre-service and beginning teachers: From dispositions to performance. In: International Journal of Modern Education Studies. Band 5, Nr. 2, 2021, S. 339–363. doi:10.51383/ijonmes.2021.137
- H. Petersen, M. Holodynski: Bewitched to be happy? The impact of pretend play on emotion regulation of expression in 3- to 6-year-olds. In: Journal of Genetic Psychology 2020. S. 1–16. doi:10.1080/00221325.2020.1734909
- M. Holodynski, D. Seeger: Expressions as signs and their significance for emotional development. In: Developmental Psychology. Band 55, 2019, S. 1812–1829. doi:10.1037/dev0000698
- H. Kromm, M. Färber, M. Holodynski: Felt or false smiles? Volitional regulation of emotional expression in 4-, 6- and 8-year-old children. In: Child Development. Band 66, Nr. 2, 2015, S. 579–597. doi:10.1111/cdev.12315
- M. Holodynski: Die Erforschung menschlicher Emotionen. In: L. Ahnert (Hrsg.): Theorien der Entwicklungspsychologie. Springer, Heidelberg 2013, S. 436–461.
- M. Holodynski: Entwicklungspsychologie. In: A. Stephan, S. Walther (Hrsg.): Handbuch der Kognitionswissenschaften. Metzler, Stuttgart 2013, S. 109–114.
- M. Holodynski, W. Friedlmeier: Affect and culture. In: J. Valsiner (Hrsg.): Oxford Handbook of Psychology and Culture. Oxford, New York 2012, S. 957–986.
- M. Holodynski, S. Kronast: Shame and pride: invisible emotions in classroom research. In: B. Röttger-Rössler, H. Markowitsch (Hrsg.): Emotions as bio-cultural processes. Springer, New York 2009, S. 371–394.
- M. Holodynski, D. Seeger: Qualitätsmanagement in Kindertageseinrichtungen: Wie zielorientiert arbeiten Leitungskräfte? In: Empirische Pädagogik. Band 18, 2004, S. 194–227.
- M. Holodynski: The miniaturization of expression in the development of emotional self-regulation. In: Developmental Psychology. Band 40, 2004, S. 16–28.